# Madan (Smolyan)
Madan (búlgaro:Мадан) é uma cidade da Bulgária, localizada no distrito de Smolyan. A sua população era de 6,007 habitantes segundo o censo de 2010.

## População
| Madan (cidade) | Madan (cidade) | Madan (cidade) | Madan (cidade) | Madan (cidade) | Madan (cidade) | Madan (cidade) | Madan (cidade) | Madan (cidade) | Madan (cidade) | Madan (cidade) | Madan (cidade) | Madan (cidade) | Madan (cidade) | Madan (cidade) | Madan (cidade) | Madan (cidade) | Madan (cidade) | Madan (cidade) | Madan (cidade) |
| --- | -------------- | -------------- | -------------- | -------------- | -------------- | -------------- | -------------- | -------------- | -------------- | -------------- | -------------- | -------------- | -------------- | -------------- | -------------- | -------------- | -------------- | -------------- | -------------- |
| Ano | 1887           | 1910           | 1934           | 1946           | 1956           | 1965           | 1975           | 1985           | 1992           | 2001           | 2002           | 2003           | 2004           | 2005           | 2006           | 2007           | 2008           | 2009           | 2010           |
| População |                |                |                | …              | 5,814          | 6,308          | 10,940         | 9,961          | 8,545          | 6,575          | 6,573          | 6,327          | 6,214          | 6,117          | 5,996          | 6,008          | 5,999          | 5,987          | 6,007          |
| Fontes: Instituto Nacional de Estatísticas, „citypopulation.de“, „pop-stat.mashke.org“, Bulgarian Academy of Sciences |                |                |                |                |                |                |                |                |                |                |                |                |                |                |                |                |                |                |                |